# 沙门站
沙门站是郑州地铁2号线和4号线的地铁换乘站，位于中华人民共和国河南省郑州市金水区花园北路与国基路交叉口地下，2016年8月19日2号线部分投入运营，2020年12月26日4号线部分投入运营。

## 車站結構
沙门站分为2号线车站和4号线车站两部分。2号线车站的主体结构位于花园北路地下，呈南北向布置，长312.15米。4号线车站的主体结构位于2号线车站东侧的国基路地下，呈东西向布置，与2号线车站呈“T”形相交。

### 车站楼层
沙门站2号线车站的主体结构为地下二层车站，B1层为站厅层，B2层为2号线站台层。4号线车站的主体结构为地下三层车站，B1层为站厅层，B2层为设备层，B3层4号线站台层。

#### 2号线车站楼层
| 1F  | 地面     | A-D出入口                                                         | A-D出入口                                                         | A-D出入口                                                         |
| B1F | 站厅     | 客服中心、自动售票机、行李检查、闸机、车站控制室 连通 █ 4号线站厅 | 客服中心、自动售票机、行李检查、闸机、车站控制室 连通 █ 4号线站厅 | 客服中心、自动售票机、行李检查、闸机、车站控制室 连通 █ 4号线站厅 |
| B2F | █ 2号线  | 往贾河方向 （柳林）                                               | 往贾河方向 （柳林）                                               | 往贾河方向 （柳林）                                               |
| B2F | 岛式站台 | 卫生间                                                            | 至站厅 至 █ 4号线站台                                             |                                                                   |
| B2F | █ 2号线  | 往南四环/城郊线郑州航空港站方向 （北三环）                        | 往南四环/城郊线郑州航空港站方向 （北三环）                        | 往南四环/城郊线郑州航空港站方向 （北三环）                        |

#### 4号线车站楼层
| 1F  | 地面     | E、H出入口                                                        | E、H出入口                                                        | E、H出入口                                                        |
| B1F | 站厅     | 客服中心、自动售票机、行李检查、闸机、车站控制室 连通 █ 2号线站厅 | 客服中心、自动售票机、行李检查、闸机、车站控制室 连通 █ 2号线站厅 | 客服中心、自动售票机、行李检查、闸机、车站控制室 连通 █ 2号线站厅 |
| B2F | 设备层   | 车站设备                                                          | 车站设备                                                          | 车站设备                                                          |
| B3F | █ 4号线  | 往老鸦陈方向 （陈寨东）                                           | 往老鸦陈方向 （陈寨东）                                           | 往老鸦陈方向 （陈寨东）                                           |
| B3F | 岛式站台 | 至 █ 2号线站台                                                    | 至站厅                                                            | 卫生间                                                            |
| B3F | █ 4号线  | 往郎庄方向 （杨君刘）                                             | 往郎庄方向 （杨君刘）                                             | 往郎庄方向 （杨君刘）                                             |

### 站厅
沙门站的2号线车站和4号线车站各设一座站厅，均设有客服中心、自动售票机、安全检查等设施。站厅由闸机和栏杆分隔为付费区和非付费区，4号线站厅的西端与2号线站厅连通，付费区和非付费区均互相连接。两座站厅的付费区内均设有自动扶梯、步梯和无障碍电梯，连接对应的站台。4号线站厅近H口通道处设有卫生间和母婴室。

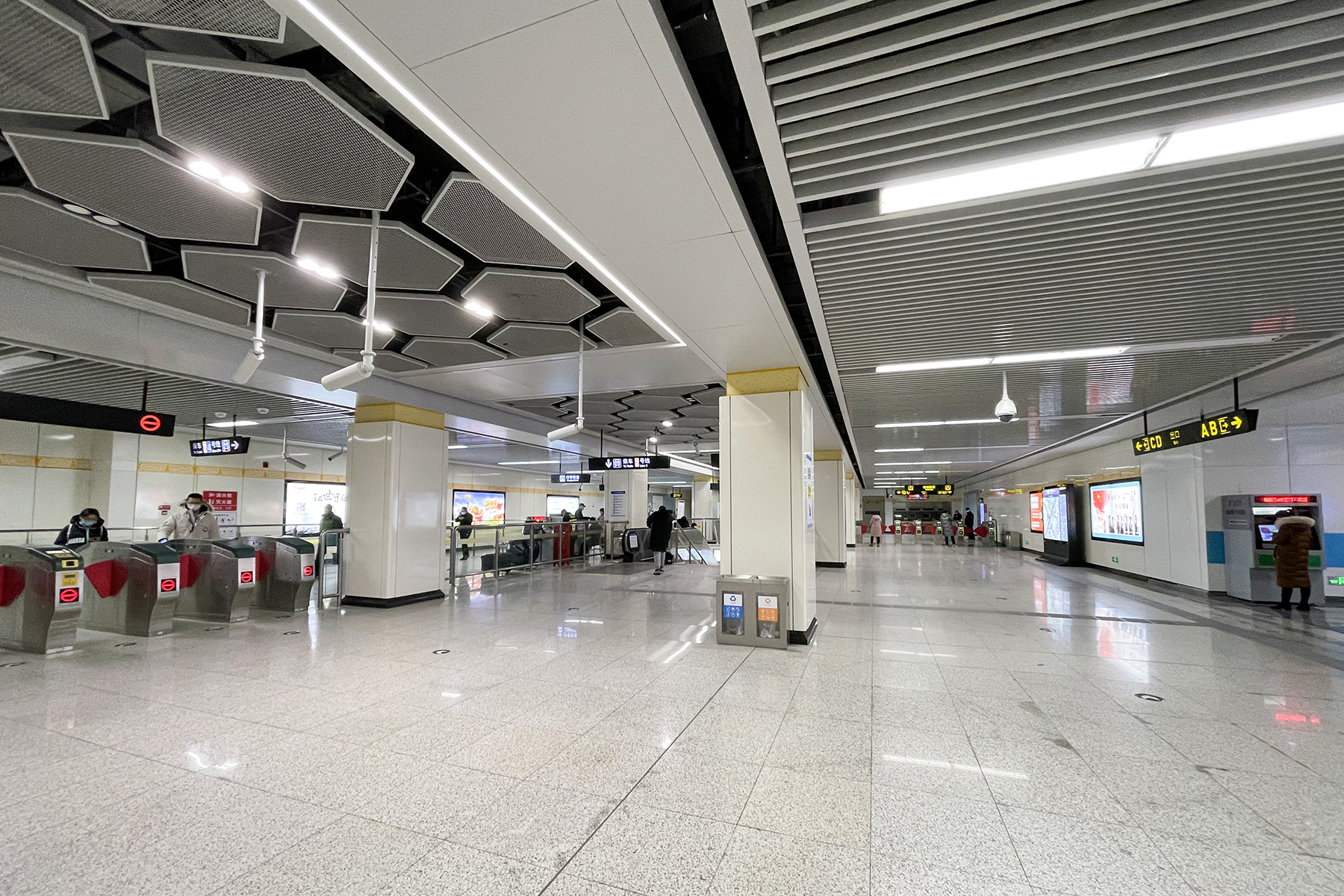
2号线站厅
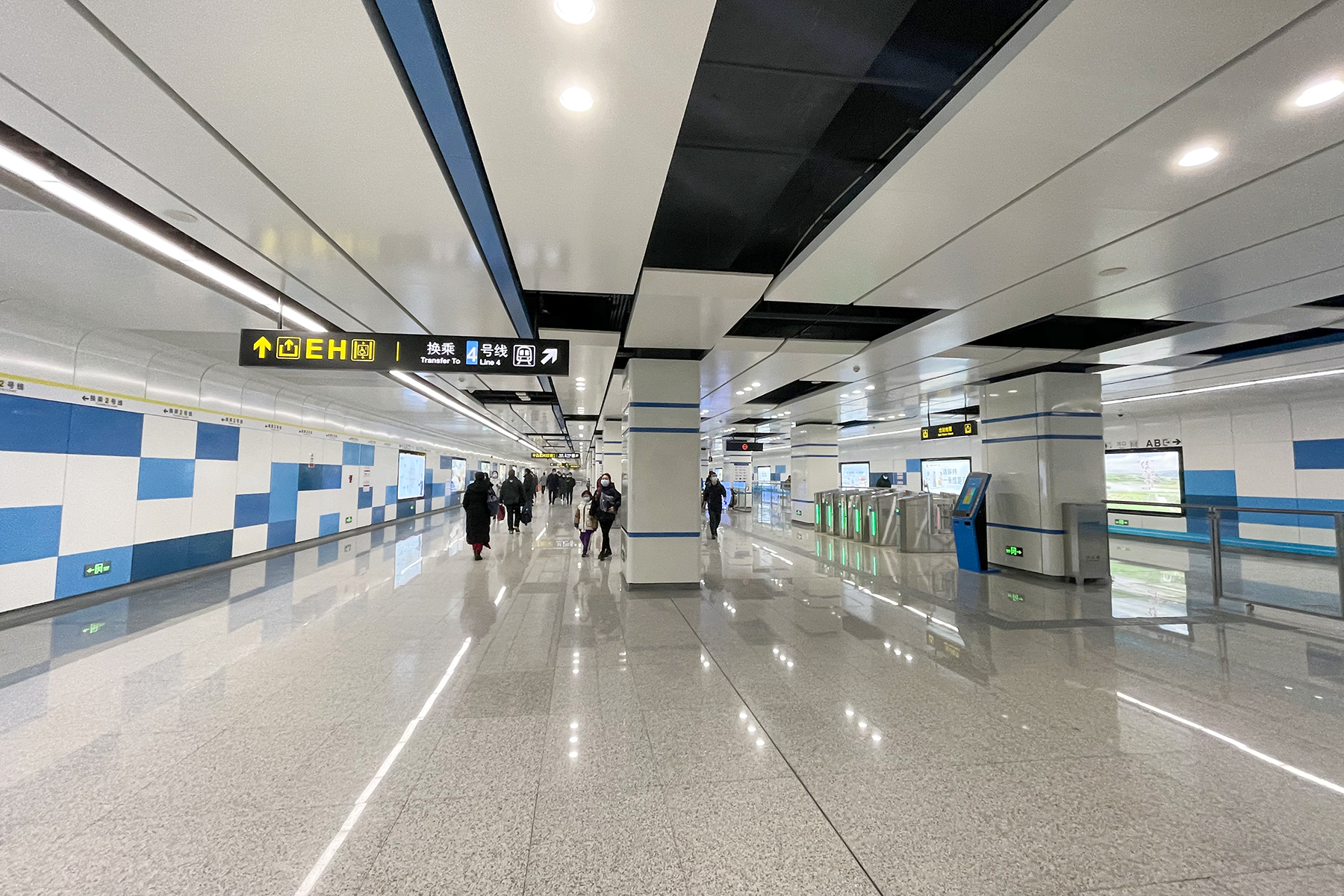
4号线站厅
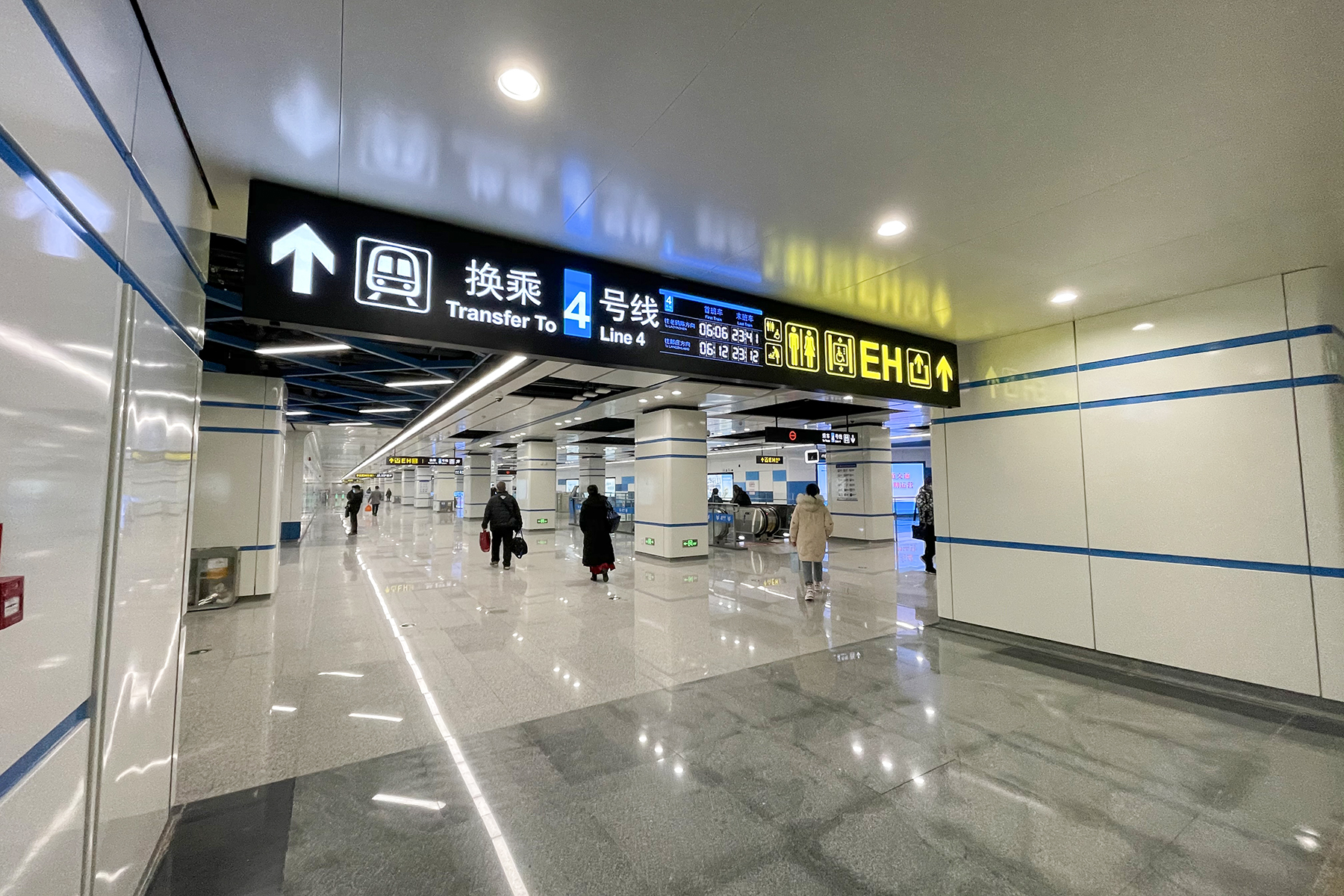
2号线站厅与4号线站厅连通处

### 站台
沙门站的2号线车站和4号线车站各设一座岛式站台，均安装有高站台门。2号线站台位于B2层，呈南北向，西侧站台面由往南四环/城郊线郑州航空港站方向列车的使用，东侧站台面由往贾河方向的列车使用，站台北端设有卫生间和母婴室。4号线站台位于B3层，呈东西向，北侧站台面由往老鸦陈方向列车的使用，南侧站台面由往郎庄方向的列车使用，站台东端设卫生间和母婴室。

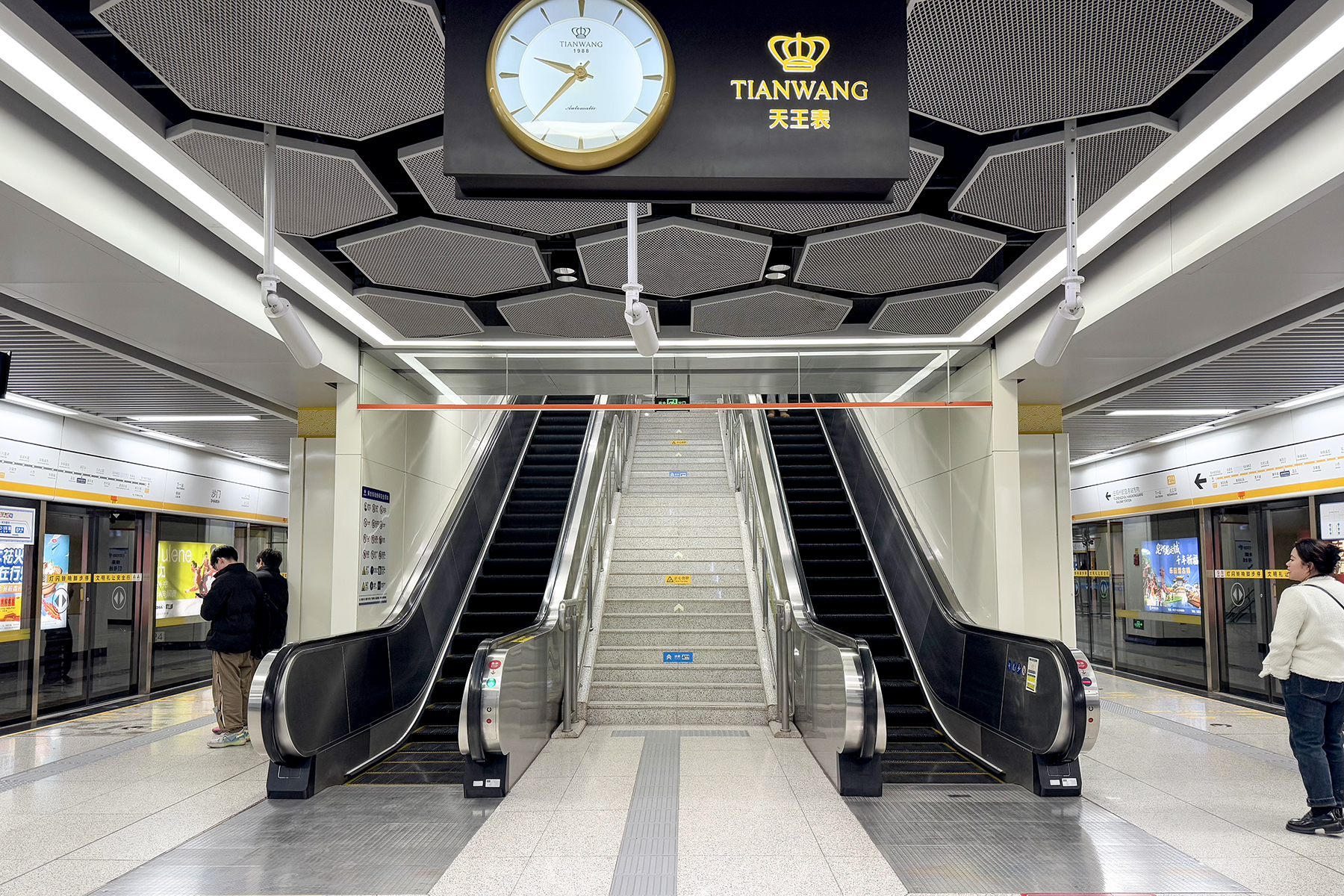
2号线站台
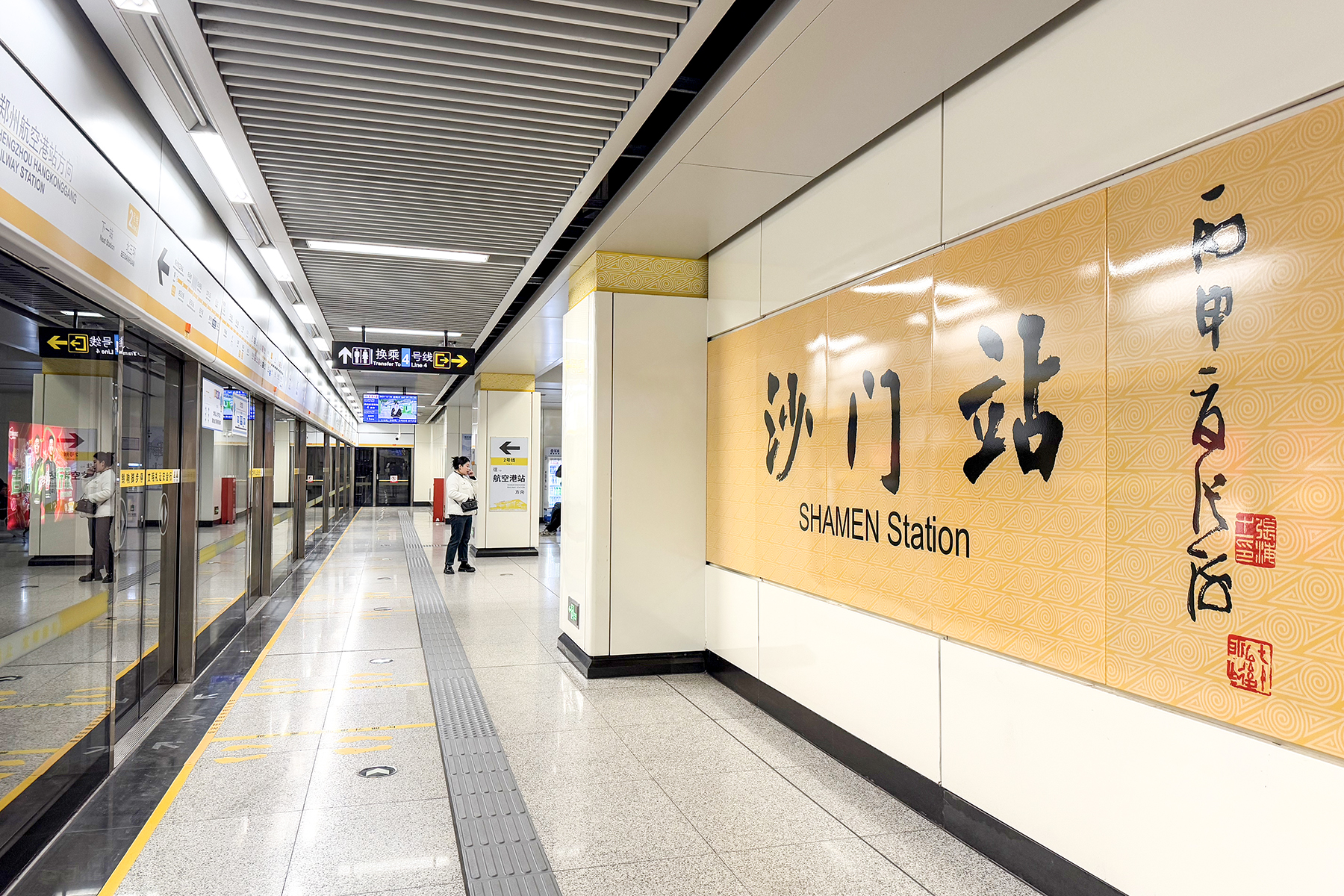
2号线站台上的站名大字壁
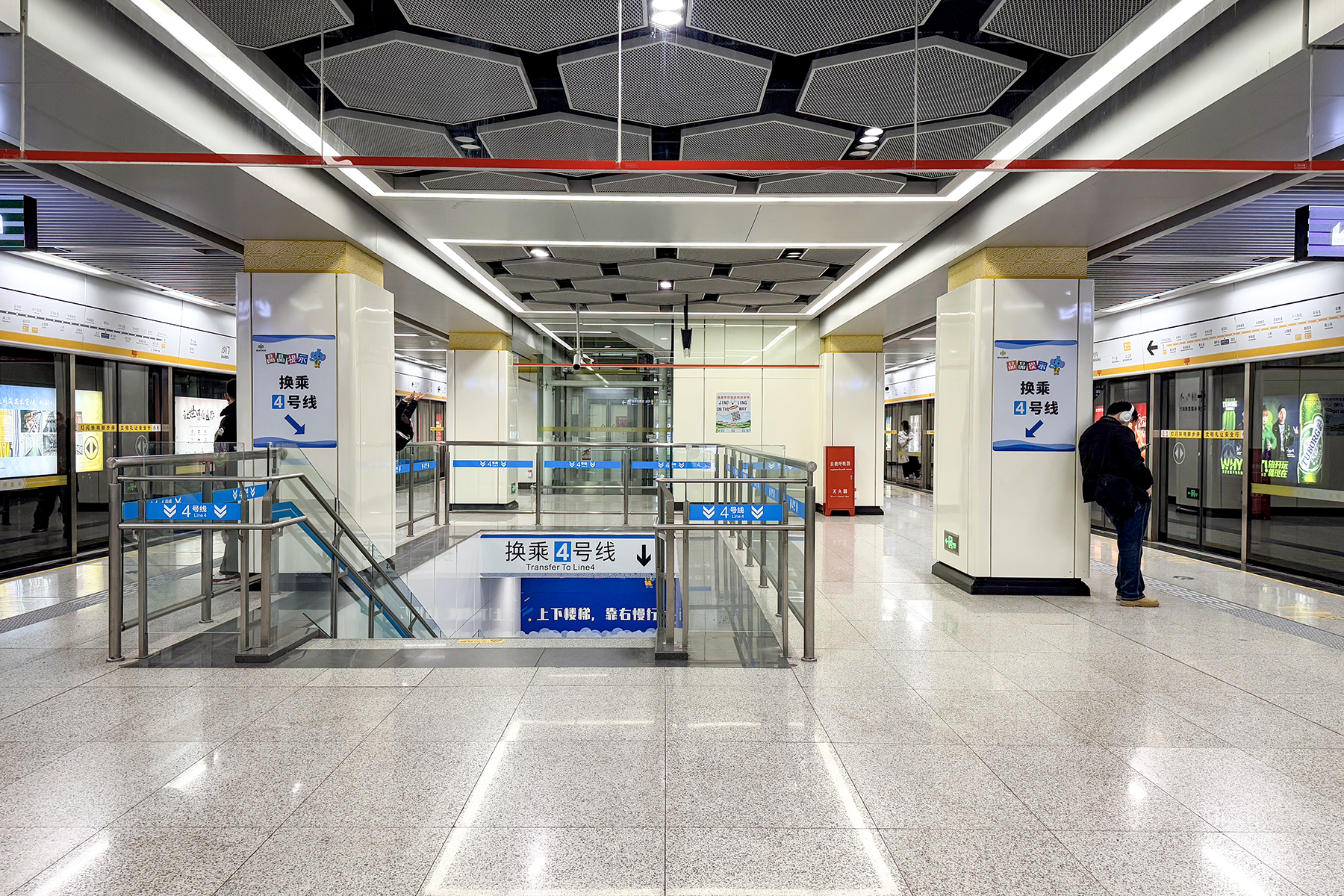
2号线站台中部的换乘节点处

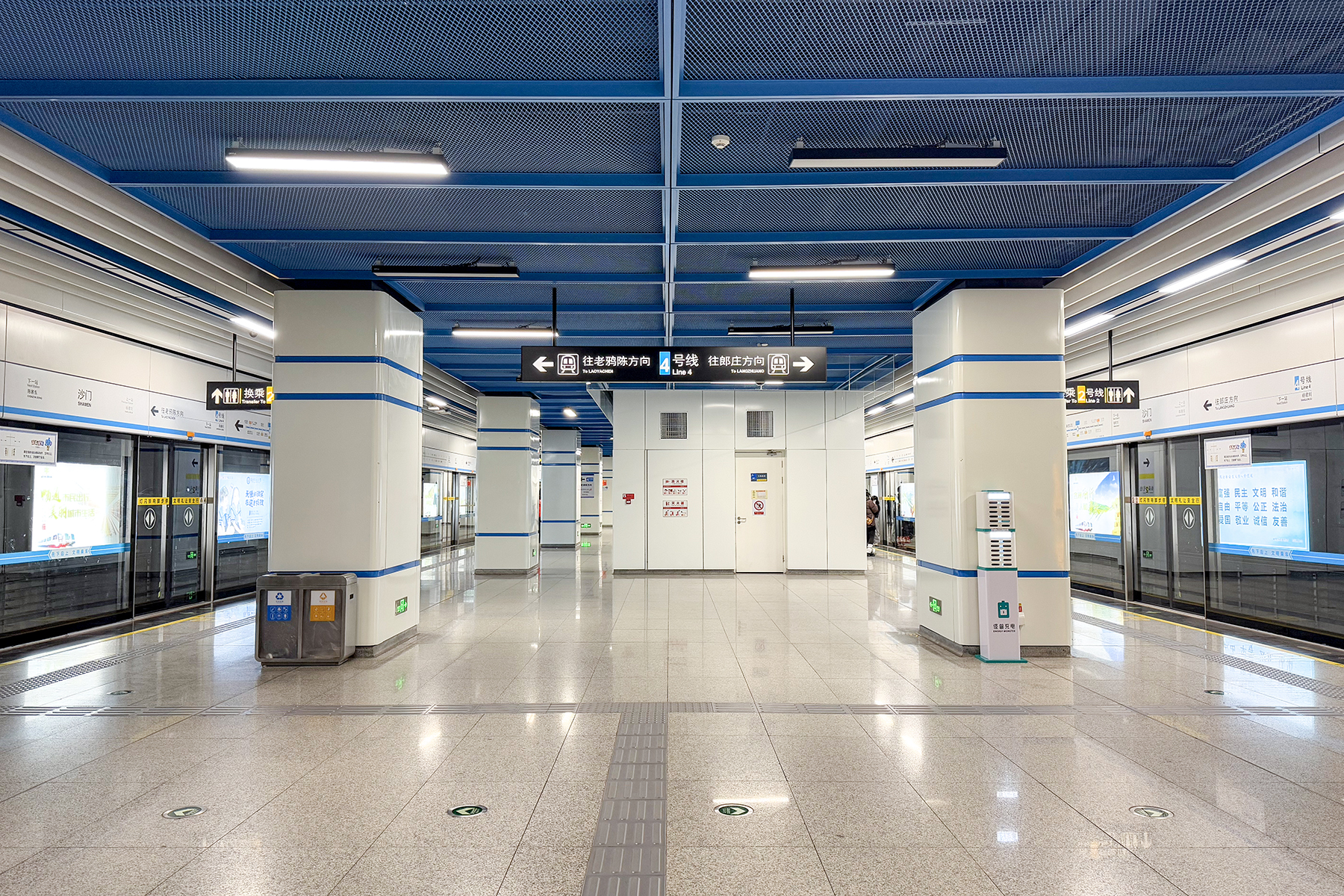
4号线站台
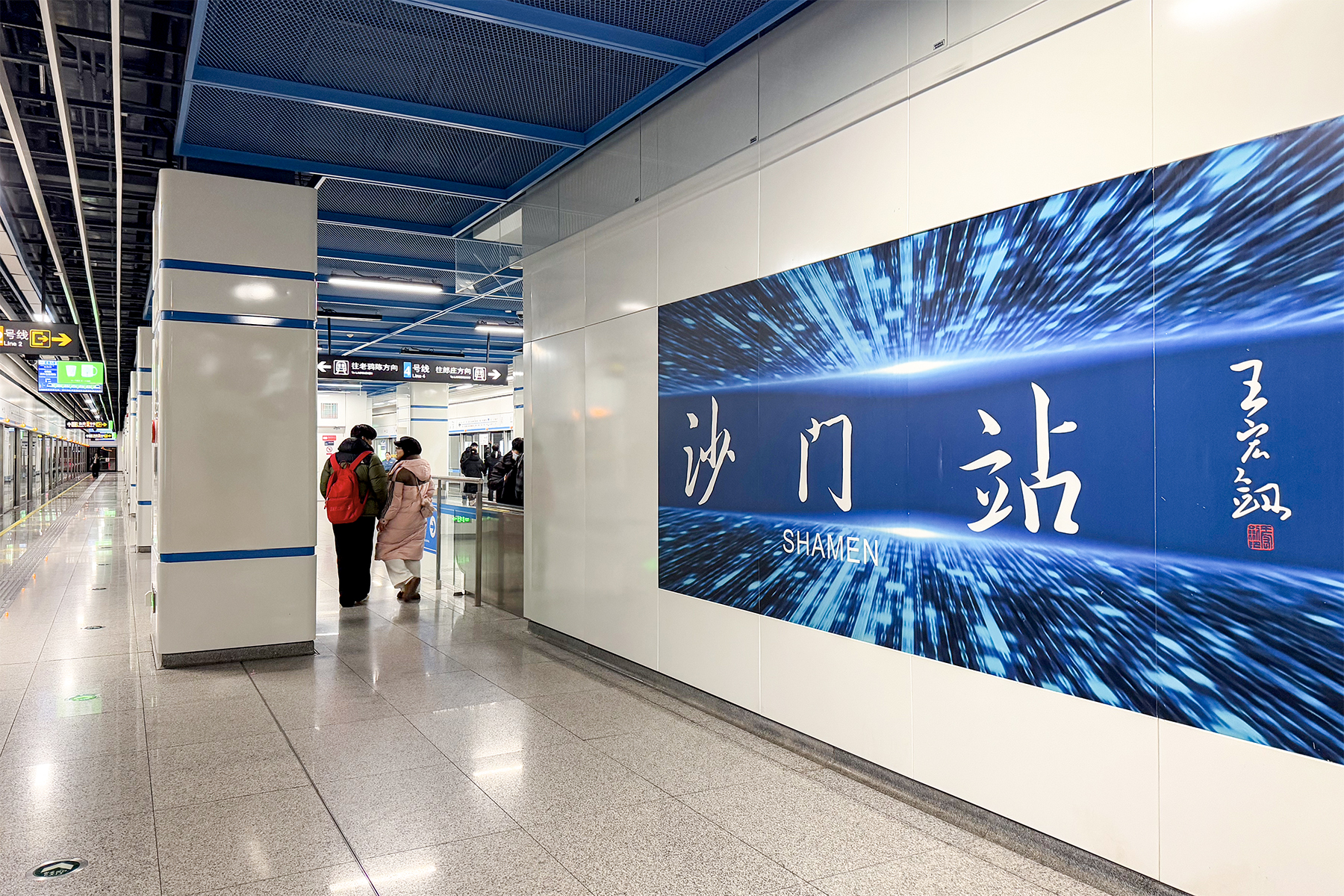
4号线站台上的站名大字壁
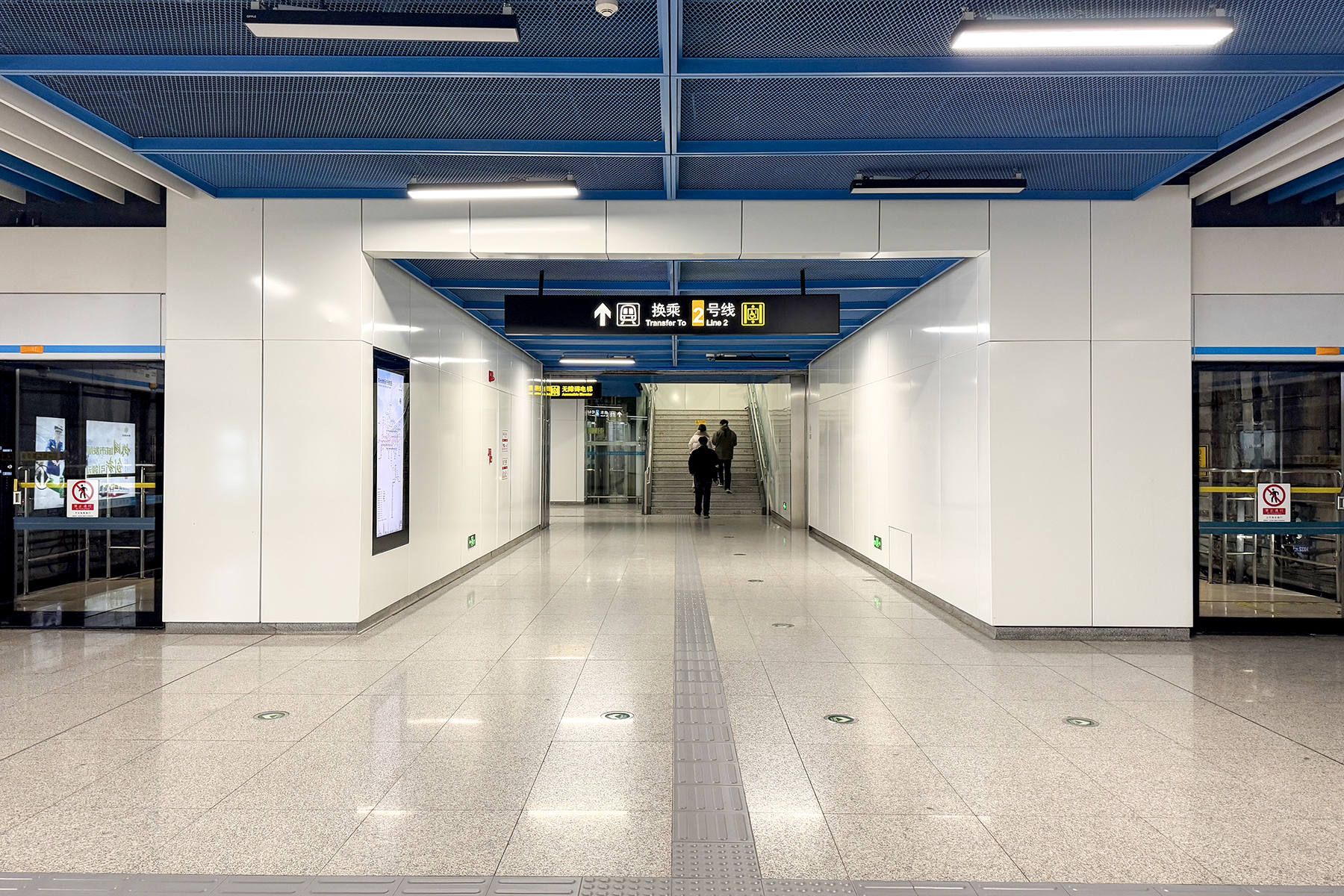
4号线站台西端的换乘节点处

### 出入口
沙门站目前开通有A、B、C、D、E、H共6个出入口。其中A、B、C、D口分别位于花园北路与国基路交叉路口的东南、西南、西北、东北四角，连接2号线站厅的非付费区。E、H口分别位于路口以东的国基路北侧和南侧，连接4号线站厅的非付费区。A口和H口设有无障碍电梯。
该站已开通的各出入口信息如下表所示。
| 花园路国基路 | 花园路国基路     | 花园路国基路 | 花园路国基路 | 花园路国基路 |
| 编号         | 路线             | 路线         | 路线         | 备注         |
| ------------ | ---------------- | ------------ | ------------ | ------------ |
| G9           | 花园口村公交站   | ⇆            | 航海路秦岭路 |              |
| G62          | 东赵公交站       | ⇆            | 环翠路公交站 |              |
| 185          | 杨槐公交站       | ⇆            | 南阳路东风路 |              |
| 275          | 兴达路公交站     | ⇆            | 花园路水科路 |              |
| B6           | 刘庄公交站       | ⇆            | 郑州东站     |              |
| B11          | 中州大道黑庄     | ⇆            | 环翠路公交站 |              |
| B53          | 公交集团         | ⇆            | 英才街公交站 | 原7路        |
| S101         | 杲村滨河家园社区 | ⇆            | 经三路鑫苑路 |              |
| Y11          | 花园口村公交站   | ⇆            | 火车站北港湾 | 夜间服务     |

| 花园路国基路 | 花园路国基路   | 花园路国基路 | 花园路国基路 | 花园路国基路 |
| 编号         | 路线           | 路线         | 路线         | 备注         |
| ------------ | -------------- | ------------ | ------------ | ------------ |
| G9           | 花园口村公交站 | ⇆            | 航海路秦岭路 |              |
| G62          | 东赵公交站     | ⇆            | 环翠路公交站 |              |
| 185          | 杨槐公交站     | ⇆            | 南阳路东风路 |              |
| 275          | 兴达路公交站   | ⇆            | 花园路水科路 |              |
| B6           | 刘庄公交站     | ⇆            | 郑州东站     |              |
| B11          | 中州大道黑庄   | ⇆            | 环翠路公交站 |              |
| B53          | 公交集团       | ⇆            | 英才街公交站 | 原7路        |
| Y11          | 花园口村公交站 | ⇆            | 火车站北港湾 | 夜间服务     |

| 沙门地铁站E口 | 沙门地铁站E口 | 沙门地铁站E口 | 沙门地铁站E口 | 沙门地铁站E口 |
| 编号          | 路线          | 路线          | 路线          | 备注          |
| ------------- | ------------- | ------------- | ------------- | ------------- |
| B38           | 北三环沙口路  | ⇆             | 郑州东站      | 原163路       |

| 沙门地铁站H口 | 沙门地铁站H口 | 沙门地铁站H口 | 沙门地铁站H口 | 沙门地铁站H口 |
| 编号          | 路线          | 路线          | 路线          | 备注          |
| ------------- | ------------- | ------------- | ------------- | ------------- |
| B38           | 北三环沙口路  | ⇆             | 郑州东站      | 原163路       |